# Зебил
Зебил е село в Североизточна България. То се намира в община Главиница, област Силистра.

## География
Село Зебил се намира на 63,9 км от областния център Силистра, на 13,7 км от град Главиница, на 34,4 км от град Дулово, на 39,1 км от Тутракан и на 12,5 км от град Исперих. Селото се намира на 382 км от столицата София, на 153 км от град Букурещ. През него преминава Републикански път III-2305.
Селото се намира на територията на историко-географската област Южна Добруджа.
Климатът е умереноконтинентален с много студена зима и горещо лято. Районът е широко отворен на север и на североизток. През зимните месеци духат силни, студени североизточни ветрове, които предизвикват снегонавявания. През лятото често явление е появата на силни сухи ветрове, които пораждат ерозия на почвата. Средногодишната температура е около 11 градуса по Целзий.
Годишната сума на валежите е около 600 – 650 мм. Преобладаващата надморска височина е от 200 до 218 м.
Почвите са плодородни – черноземи. Отглежда се главно тютюн, пшеница, царевица и слънчоглед.

## История
През Османския период селото носи името Канипе. Учлище в селото има от 1769 година. Под името Народно основно училище „Христо Смирненски“, то функционира в периода 1945 – 2008 г., след което е закрито.
От 1913 до 1940 година селото попада в границите на Кралство Румъния, която тогава окупира Южна Добруджа. По силата на Крайовската спогодба селото е върнато на Царство България през 1940 г. Със заповед МЗ № 2191/обн. 27 юни 1942 г. селото се преименува на Зебил.
След 1944 г. Зебил е съставно село към общинско управление и съвет в Паисиево. От 1956 г. става съвет със съставни села Вълкан, Звенимир и Листец. През 1959 г. Зебил отново се администрира СОНС – Паисиево. От 1979 г. е кметство в община Главиница.
Народно читалище „Христо Ботев“ в селото е създадено през 1951 г., а ТКЗС „VII-ми конгрес“ – с. Зебил е учредено през 1955 г.

## Религии и етнически състав
Населението на село Зебил е съставено изцяло от етнически турци, проповядващи религията ислям.Има и помаци.